# Бернрід-ам-Штарнбергер-Зее
Бернрід (нім. Bernried) — громада в Німеччині, розташована в землі Баварія. Підпорядковується адміністративному округу Верхня Баварія. Входить до складу району Вайльгайм-Шонгау.
Площа — 13,79 км2. Населення становить 2331 ос. (станом на 31 грудня 2020).